# Psoraleococcus costatus
Psoraleococcus costatus är en insektsart som beskrevs av Borchsenius 1959. Psoraleococcus costatus ingår i släktet Psoraleococcus och familjen Lecanodiaspididae. Inga underarter finns listade i Catalogue of Life.